# Lauwil
Lauwil é uma comuna da Suíça, no Cantão Basileia-Campo. Em 2017 possuía 316 habitantes. Estende-se por uma área de 7,27 km², de densidade populacional de 43,3 hab/km². Confina com as comunas de Beinwil (SO), Bretzwil, Mümliswil-Ramiswil (SO), Nunningen (SO) e Reigoldswil. 
A língua oficial nesta comuna é a língua alemã.